# Saftzystidlinge
Die Gattung der Saftzystidlinge (Gloiothele) ist eine Satellitengattung des Gloeocystidiellum-Komplexes und gehört zur Familie der Zystidenrindenpilzverwandten (Peniophoraceae). Ihre Vertreter haben dünne, corticioide, membranöse bis wachsartige Fruchtkörper, die weißlich bis gelblich oder ocker bis hellbraun gefärbt sind. Die auf Totholz oder Rinde wachsenden Weißfäulepilze haben ein monomitisches Hyphensystem, schnallenlose Hyphen und meist zahlreiche, sulfopositive Gloeozystiden. Die ellipsoiden bis kugeligen Basidiosporen sind glatt und amyloid. Die Gattung ist nahe mit der Gattung Vesiculomyces verwandt und einige Mykologen sind sogar der Meinung, dass beide Gattungen synonym sind. Die Typusart der Gattung ist Gloiothele lamellosa (Henn.) Bres.

## Merkmale
Die einige Zentimeter langen und breiten, corticioiden Fruchtkörper sind fest am Substrat angewachsen. Sie sind membranös oder wachsartig und können im Alter auch manchmal krustig oder rissig sein. Sie werden bis zu 0,5 mm dick. Der Fruchtkörper ist weißlich, gelblich bis cremefarben oder rosa-ockerfarben bis hellbraun gefärbt. Einige Arten, wie der Milchende Saftzystidling, sondern eine weißliche Milch ab, wenn sie angeschnitten werden. Das Hymenium ist mehr oder weniger glatt oder warzig und folgt in seiner Topographie dem Substrat. Bei der Typusart Gloiothele lamellosa ist das Hymenophor sehr variabel und kann odontioid, irpicoid oder fast poroid ausgebildet sein.
Das Hyphensystem ist monomitisch und die Hyphen schnallenlos. Hyphen, die direkt dem Substrat aufliegen, sind parallel dazu orientiert und lose bis dicht (besonders im Subiculum) verwoben. In Richtung des Hymenium steigen die 2–6 µm breiten Hyphen zunehmend senkrecht auf und schieben sich zwischen die meist reichlich vorhandenen Gloeozystiden. Die hyalinen, dünnen oder bei einigen Arten leicht verdickten Zellwände sind inamyloid und acyanophil. Die sulfopositiven Gloeozystiden sind zylindrisch bis flaschenförmig und häufig gewunden. Sie werden typischerweise 40–300 µm lang und 5–20 µm breit. Ihre Wände sind dünn und hyalin und der meist ölige bis körnige Inhalt färbt sich mit KOH gelblich an. Außerdem findet man bei den meisten Arten zahlreiche bis vereinzelte, fädige, 2–3 µm breite Hyphidien. Die viersporigen Basidien sind zylindrisch bis unregelmäßig keulig. Bei einigen Arten können sie bisweilen auch etwas utriform (euterförmig) sein. Sie messen ungefähr 30–75 × 4–12 µm. Die Basidiosporen sind breit ellipsoid bis kugelig, ihre Sporenwände hyalin, dünn- bis leicht dickwandig und amyloid. Der Apiculus ist in der Regel deutlich ausgebildet. Laut M. Ghobad-Nejhad hat Gloiothele torrendii inamyloide Sporen.

## Ökologie und Verbreitung
Die saprobiotisch lebenden Weißfäulepilze wachsen oft auf stark zersetztem Laubholz und nur selten auf Nadelholz. Die Gattung ist weltweit in der temperaten und subtropischen Klimazone verbreitet. In Europa ist die Gattung nur durch den Milchenden Saftzystidling und den sehr seltenen, in Portugal nachgewiesenen Gloiothele torrendii vertreten.

## Systematik
Die Gattung Gloiothele ist eine von vielen Satellitengattungen des Gloeocystidiellum-Komplexes. Sie enthält monomitische Arten mit schnallenlosen Hyphen, sulfopositiven Gloeozystiden und glatten, amyloiden Basidiosporen. Die Gattung entspricht im Wesentlichen Erikssons und Ryvardens G.-lactescens-Gruppe.

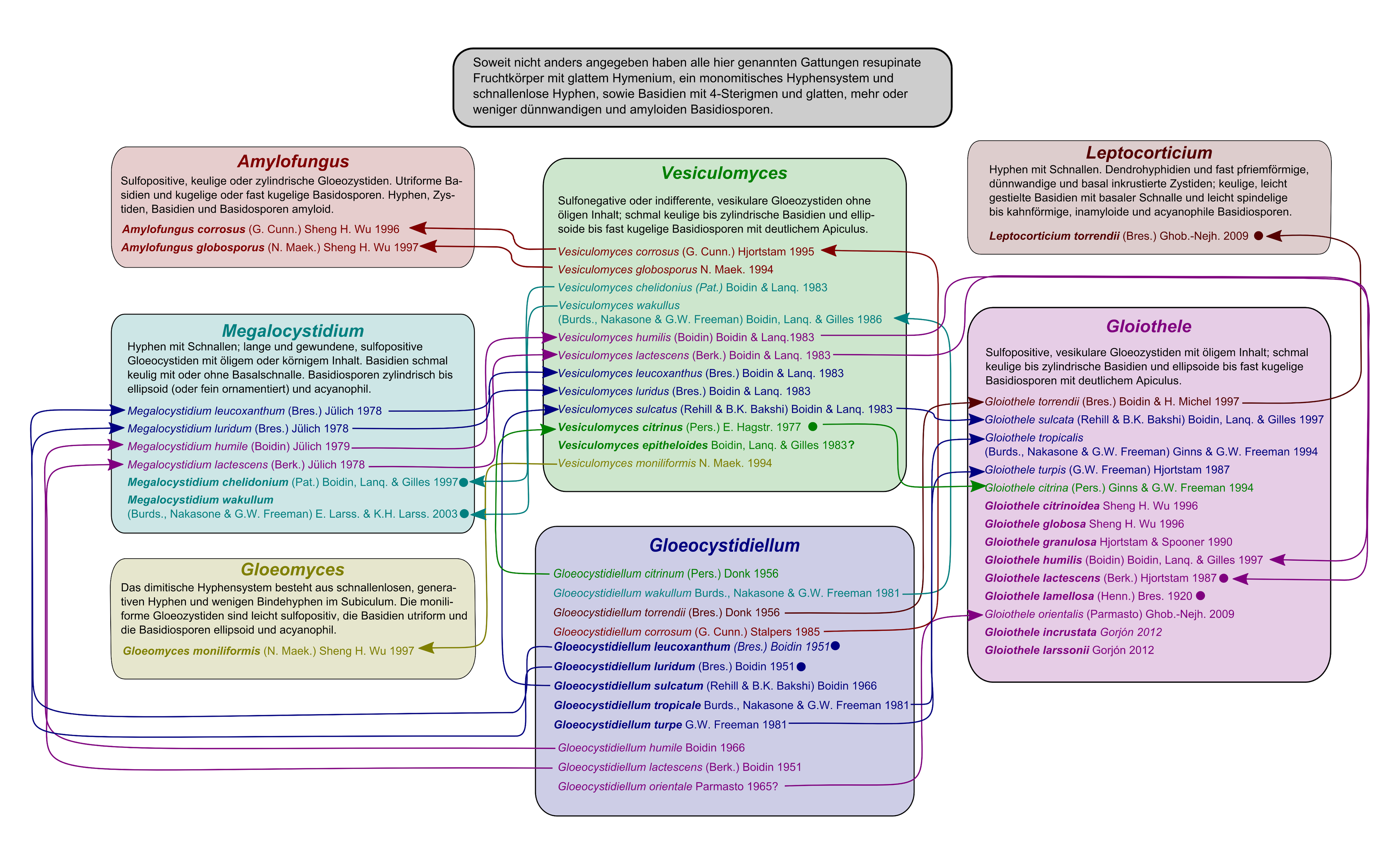
Das Schema zeigt die Beziehungen zwischen Gloiothele und verwandten, beziehungsweise morphologisch ähnlichen Gattungen. Arten, die molekularbiologische untersucht wurden, sind durch einen Kreis gekennzeichnet, Arten, deren Artrang umstritten ist, durch ein Fragezeichen. Artnamen und Synonyme stammen von den beiden Taxonomie-Datenbanken Mycobank und Index Fungorum

Als Bresadola 1920 die Gattung Gloiothele definierte, nutzte er dazu nur vier Wörter: „Est Grammothele gloeocystidiis praedita“ (ein Grammothele mit Gloeozystiden). Dafür beschrieb er die Typusart Gloiothele lamellosa ausführlich. Da es die einzige Art in seiner Gattung war, war die Gattung durch die Typusart gut charakterisiert. Die Gattung wurde nahezu vergessen, bis K. Hjortstam 1987 auffiel, dass die afrikanische Gloiothele lamellosa und der als Gloeocystidiellum lactescens bekannte Milchende Saftzystidling sehr ähnliche Eigenschaften haben. Daher stellte er den Milchenden Saftzystidling in Bresadolas alte Gattung.
Gloeocystidiellum lactescens war zuvor durch W. Jülich 1978 in die Gattung Megalocystidium gestellt worden. Wichtigste Kennzeichen der Gattung Megalocystidium sind die resupinaten Fruchtkörper, das glatte Hymenium und ein monomitisches Hyphensystem, sowie lange, gewundene, sulfopositive Gloeozystiden, schmalkeulige Basidien und zylindrische bis ellipsoide Basidiosporen. Die Hyphen tragen im Gegensatz zu den Vertretern der Gattung Gloiothele Schnallen. J. Boidin und P. Lanquetin hingegen stellten den Milchenden Saftzystidling 1983 in die sehr ähnliche Gattung Vesiculomyces. Die Gattung Vesiculomyces war 1977 durch E. Hagström vorgeschlagen worden, um Gloeocystidiellum citrinum eine „neue Heimat“ zu geben. Charakteristische Merkmale ihrer Gattung waren sulfonegative Gloeozystiden, schnallenlose Hyphen, glatte, nahezu kugelige und amyloide Basidiosporen, sowie lange, schmale Basidien.
J. Boidin und P. Lanquetin beobachteten, dass die Gloeozystiden von Vesiculomyces citrinus in den Fruchtkörpern typischerweise leer waren und daher verständlicherweise sulfonegativ reagierten, während die Gloeozystiden bei kultivierten Proben einen öligen Inhalt hatten, der sulfopositiv reagierte. (Andere Mykologen konnten dieses Verhalten nicht bestätigen.) Daher hielten sie die Gattungen Vesiculomyces und Megalocystidium für synonym und erweiterten das Gattungskonzept von Vesiculomyces. Ihrer Meinung nach zeichnet sich Vesiculomyces durch das monomitische Hyphensystem, die glatten, amyloiden Sporen und die (im Widerspruch zu E. Hagström) mehr oder weniger sulfopositiven, meist zahlreichen, deutlich öligen Gloeozystiden aus. Die Hyphen können ihrer Meinung nach innerhalb der Gattung schnallenlos oder knotig septiert sein.
S.H. Wu akzeptierte 1996 keine Arten mit knotig septierten Hyphen der Gattung Vesiculomyces. Stattdessen vereinte er Vesiculomyces mit der älteren Gattung Gloiothele. Für ihn war die Gattung Gloiothele durch die schnallenlosen Hyphen und die glatten, kugeligen bis breit ellipsoiden, dünnwandigen und schwach amyloiden Basidiosporen gekennzeichnet. Als weiteres Merkmal führt er die gewöhnlich keuligen Basidien an, die bei vielen Arten unregelmäßig angeschwollen und manchmal etwas utriform sein können.
Neuere molekularbiologische Untersuchungen durch E. und K.H. Larrson und S.L. Miller und seine Mitautoren zeigen aber, dass die Gattung Vesiculomyces ein Schwestertaxon von Gloiothele ist. Die Typusart Gloiothele lamellosa hat ein sehr variables Hymenophor, das odontioid, irpicoid oder fast poroid ausgebildet sein kann. Es ist daher nicht erstaunlich, dass die Art unter verschiedenen Namen beschrieben wurde. So beschrieb J. Boidin das Taxon 1966 als Gloeocystidiellum irpiscescens und 1983 zusammen mit seinen Mitautoren als Vesiculomyces epitheloides.
Die Gattung Amylofungus wurde 1995 durch S.H. Wu erstellt, um Vesiculomyces corrosus aufzunehmen. 1997 stellte er auch Vesiculomyces globosporus in diese Gattung. Beide Arten zeigen alle diagnostischen Merkmale der Gattung Gloiothele, sie unterscheiden sich nur dadurch, dass sich bei ihnen, neben den Sporen, auch die Hyphen, Gloeozystiden und Basidien mit Jodreagenzien anfärben lassen. Beide Arten wurden bisher noch nicht molekularbiologisch untersucht. Es ist daher gut möglich, dass Wu den taxonomischen Wert der Amyloidreaktion überschätzt hat und beide Arten ebenfalls in der Gattung Gloiothele einzuordnen sind.
Auch die Stellung von Gloiothele torrendii ist umstritten. Die Art hat fragile, bereifte Fruchtkörper und vielfach verzweigte Hyphen, die gelegentlich Schnallen tragen können. Die Basidien sind ziemlich urnenförmig und die Sporen lassen sich mit Jodreagenzien nicht anfärben. Außerdem findet man zahlreiche mit Kristallen besetzte Dendrohyphidien. Daher stellte M. Ghobad-Nejhad den Pilz 2009 in die Gattung Leptocorticium. Allerdings wurde die phylogenetische Stellung innerhalb der Gattung Gloiothele sowohl durch S. Miller und seine Mitautoren (2006) als auch durch E. und K.H. Larsson 2003 molekularbiologisch bestätigt. In beiden Stammbäumen bildet die Art innerhalb des Gattungsastes einen basalen Seitenast.

## Arten
Die Gattung hat nach heutiger Auffassung (Stand 2015) weltweit etwa 10 Arten. In Europa ist die Gattung nur mit einer Art, Gloiothele lactescens, dem Milchenden Saftzystidling vertreten, sofern man Ghobad-Nejhad folgt und Gloiothele torrendii in die Gattung Leptocorticium stellt.
| Wissenschaftlicher Name | Autor                                        | Standort und Verbreitung |
| ----------------------- | -------------------------------------------- | --- |
| Gloiothele citrinoidea  | Sheng H. Wu                                  | Nur aus Taiwan bekannt. Der Pilz wächst auf den abgestorbenen Resten von Palmwedeln. |
| Gloiothele globosa      | Sheng H. Wu                                  | Taiwan, auf einem Ast der Sicheltanne (Cryptomeria japonica) |
| Gloiothele granulosa    | Hjortstam & Spooner                          | Malaysia, Holotypus auf einem abgestorbenen, noch stehenden Baum. |
| Gloiothele humilis      | (Boidin) Boidin, Lanq. & Gilles              | Nachweise aus Zentralafrika (Gabun, Zentralafrikanischen Republik). Wächst auf Totholz. |
| Gloiothele incrustata   | Gorjón                                       | -- |
| Gloiothele lactescens   | (Berk.) Hjortstam                            | In vielen temperaten und subtropischen Regionen der Erde. In ganz Europa weit verbreitet. Der Weißfäulepilz wächst meist auf totem Laubholz, der Holotypus wurde aber auf Waldkiefernrinde gesammelt. |
| Gloiothele lamellosa    | (Henn.) Bres.                                | Afrika (Tansania, Zentralafrika), Südafrika (Transvaal) und auf Madagaskar und Reunion, sowie in Malaysia.                                                                                            |
| Gloiothele larssonii    | Gorjón                                       | -- |
| Gloiothele orientalis   | (Parmasto) Ghob.-Nejh.                       | Der Holotypus wurde in Russland (Fernost) auf Asiatischem Gelbholz (Maackia amurensis) gesammelt. |
| Gloiothele torrendii    | (Bres.) Boidin & H. Michel                   | Holotypus wurde in Portugal von einem Ast eines Olivenbaums isoliert. |
| Gloiothele ventricosa   | Ghob.-Nejh.                                  | Holotypus wurde auf der Insel Réunion gesammelt. Er wuchs auf einem entrindeten Laubholzstamm. |
| Gloiothele zawitensis   | (S.S. Rattan, Abdullah & Ismail) Sheng H. Wu | Nachweise gibt es aus dem Irak. Aufsammlungen wuchsen auf Holz der Kalabrischen Kiefer (Pinus halepensis var. brutia)                                                                                 |